# UTF Cup
L'UTF Cup è un torneo professionistico di tennis giocato su campi in sintetico indoor. Fa parte dell'ITF Women's Circuit. Si gioca annualmente a Buča in Ucraina.

## Albo d'oro

### Singolare
| Anno | Campionessa        | Finalista         | Punteggio     |
| ---- | ------------------ | ----------------- | ------------- |
| 2013 | Polina Vinogradova | Anhelina Kalinina | 4–6, 6–3, 6–4 |

### Doppio
| Anno | Campionesse                          | Finaliste                             | Punteggio   |
| ---- | ------------------------------------ | ------------------------------------- | ----------- |
| 2013 | Sofia Šapatava Anastasіja Vasyl'jeva | Anhelina Kalinina Elizaveta Kuličkova | 7–6(4), 6–2 |